# Andrzej Bernard Potocki
Andrzej Bernard Potocki z Podhajec herbu Pilawa, hrabia (ur. 1800, zm. 14 lutego 1874 w Berlinie) – polski pisarz (tworzący w języku francuskim), tłumacz, powstaniec listopadowy, żołnierz. 
25 sierpnia 1825 roku w pałacu Konarzewskim odbył się jego ślub z Klaudyną Działyńską.
Służył za mieszkanie i wikt w armii belgijskiej w stopniu kapitana kawalerii. 
Pochowany w Tulczynie.
Rozpoczął jako pierwszy tłumaczenie Koranu na język polski.

## Dzieła
- Voyage dans une partie de l'Italie (Podróż do Włoch) 1825
- Quelques réfléxions sur la lettre adressée par Mr. Breza à Mr. Mikorski 1842

- Koran przekład na język polski (niedokończone) 1828
- Archiwum tajne Augusta II czyli Zbiór aktów urzędowych z czasów panowania tego monarchy. tłumaczenie 1843